# Euplexia asbolodes
Euplexia asbolodes là một loài bướm đêm trong họ Noctuidae.